# Oni nie skrzywdziliby nawet muchy
Oni nie skrzywdziliby nawet muchy (chorw. Oni ne bi ni mrava zgazili) – książka autorstwa Slavenki Drakulić skupiająca się na przedstawieniu sylwetek zbrodniarzy wojennych z terenów byłej Jugosławii oraz ich historii. 
Napisana na podstawie obserwacji procesów przed Międzynarodowym Trybunałem Karnym dla byłej Jugosławii książka jest jednocześnie analizą mechanizmów, które doprowadziły do zaognienia konfliktów narodowościowych w tamtym rejonie, a w konsekwencji do pierwszego ludobójstwa w Europie od czasów II wojny światowej. 
Zostały opisane w niej zbrodnie wszystkich stron konfliktu, a wspomniane postacie pełniły podczas zaistniałych zdarzeń różne stanowiska – od funkcji prezydenta Serbii do szeregowego żołnierza. 

## Źródła
- Aleksander Kaczorowski, Oni nie skrzywdziliby nawet muchy. Zbrodniarze wojenni przed Trybunałem w Hadze , Drakulić, Slavenka, Gazeta Wyborcza, 3 lipca 2006. Brak numerów stron w książce